# Chandler (Arizona)
Pour les articles homonymes, voir Chandler.
Chandler est une ville de l'État de l'Arizona, aux États-Unis. C'est l'une des banlieues principales de Phoenix. Sa population était de 30 000 habitants en 1980, et de 176 582 habitants en 2000. Cette hausse importante s'est traduite par un fort étalement urbain qui a aujourd'hui atteint ses limites, puisqu'elle ne peut s'étendre sur la réserve indienne de Gila River. Chandler est surtout une ville résidentielle, considérée comme une ville-dortoir de Phoenix, mais Intel et d'autres firmes y sont présentes, comme Motorola.
La municipalité s'étend sur 64,52 milles carrés (167,11 km2), dont 64,41 milles carrés (166,82 km2) de terres. Selon le recensement de 2010, elle compte 236 326 habitants.
Chandler possède un aéroport (code AITA : CHD).

## Démographie
| 1930  | 1940  | 1950  | 1960  | 1970   | 1980   |
| ----- | ----- | ----- | ----- | ------ | ------ |
| 1 378 | 1 239 | 3 799 | 9 531 | 13 763 | 29 673 |

| 1990   | 2000    | 2010    | - | - | - |
| ------ | ------- | ------- | - | - | - |
| 89 862 | 176 581 | 236 123 | - | - | - |

| Groupe            | Chandler | Arizona | États-Unis |
| ----------------- | -------- | ------- | ---------- |
| Blancs            | 73,3     | 73,0    | 72,4       |
| Asiatiques        | 8,2      | 2,8     | 4,8        |
| Afro-Américains   | 4,8      | 4,1     | 12,6       |
| Métis             | 3,8      | 3,4     | 2,9        |
| Amérindiens       | 1,5      | 4,6     | 0,9        |
| Autres            | 8,4      | 12,1    | 6,4        |
| Total             | 100      | 100     | 100        |
|                   |          |         |            |
| Latino-Américains | 21,9     | 29,7    | 16,7       |

Selon l'American Community Survey, en 2015, 76,80 % de la population âgée de plus de 5 ans déclare parler anglais à la maison, alors que 13,49 % déclare parler l'espagnol, 1,91 % une langue chinoise, 0,79 % le tagalog, 0,77 % le coréen, 0,73 % le vietnamien, 0,58 % l'hindi et 4,86 % une autre langue.

## Personnalités liées
- Shawn Michaels, catcheur professionnel
- Lindsay Elyse, mannequin
- Waylon Jennings, chanteur y est décédé le 13 février 2002.